# Comes Tingitaniae
El comes Tingitaniae fue un cargo militar usado en el Imperio romano de Occidente en los siglos IV y V. Designaba a la persona que comandaba a las fuerzas tanto comitatenses como limitanei situadas en la provincia de Mauritania Tingitana, la parte en África de la diócesis de Hispania.

## Descripción y funciones
El cargo se creó, probablemente, entre los gobiernos de Diocleciano y Constantino I en el marco de la reestructuración de la diócesis de Hispania. Esta se sustanció en añadirle la provincia de Mauritania Tingitana situada al otro lado del estrecho de Gibraltar y con frontera frente a las tribus moras de tal manera que la parte peninsular quedó como el área de abastecimiento y retaguardia. La capital se trasladó de Tarraco a la ciudad de Augusta Emerita más cercana y accesible para la nueva provincia africana.
Estaba al frente del grupo de ejército más importante dentro de la diócesis ya que debía proteger la frontera sur de las incursiones. Es uno de los pocos casos recogidos por la Notitia dignitatum en el que un comes estaba al frente de tropas tanto comitatenses como limitanei,  puesto que estas últimas eran dirigidas habitualmente por duces.

## Estado Mayor
El comes Tingitaniae contaba con un officium o Estado Mayor que coordinaba la estrategia y asumía el control administrativo y burocrático de las tropas. Estaba formado por los siguientes cargos:
- Dos principes, uno para la infantería y otro para la caballería, máximos responsables del officium y de la ejecución de las órdenes del comes.
- Varios comentarienses, encargados de los registros y de la justicia criminal.
- Dos numerarii que administraban las finanzas y se encargaban de los suministros y la paga a los soldados.
- Varios cornicularii que preparaban los procesos judiciales militares.
- Varios adiutores encargados de las cuestiones jurídicas civiles y que eran asistidos por ayudantes (subadiuvae).
- Regerendarii encargados del transporte y comunicaciones entre las unidades militares.
- Exceptores que se aseguraban de que las órdenes del Estado Mayor eran entendidas y cumplidas por las unidades.
- Singulares et reliquii officiales quienes eran el resto del personal que trabajaba en el Estado Mayor.

## Tropas a su mando
En el momento de redactarse la Notitia dignitatum el grupo de tropas a su cargo se componía de 15 unidades de infantería y caballería:
8 unidades de tropas limitanei:
- Alae Herculeae estacionada en Tamuco.
- Cohortis secundae Hispanorum estacionada en Duga.
- Cohortis primae Herculeae estacionada en Aulucos.
- Cohortis primae Ityraeorum estacionada en Bariensis.
- Unidad de nombre desconocido estacionada en Sala.
- Cohortis Pacatianensis estacionada en Pacatiana.
- Cohortis tertiae Hastorum estacionada en Tabernas.
- Cohortis Friglensis estacionada en Friglas.

2 unidades de infantería comitatenses palatini:
- Mauri tonantes seniores
- Mauri tonantes iuniores

2 legiones de infantería comitatense:
- Constantiniani
- Septimani iuniores

3 unidades de caballería comitatense:
- Équites scutarii seniores
- Équites sagitarii seniores
- Équites cardueni

Los manuscritos medievales de la Notitia recogen la decoración que llevaban los escudos de alguna de las unidades:

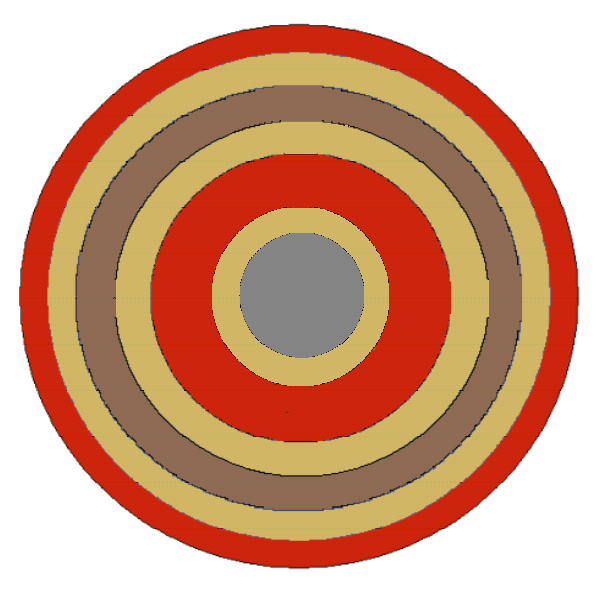
Escudo de los Mauri tonantes seniores.
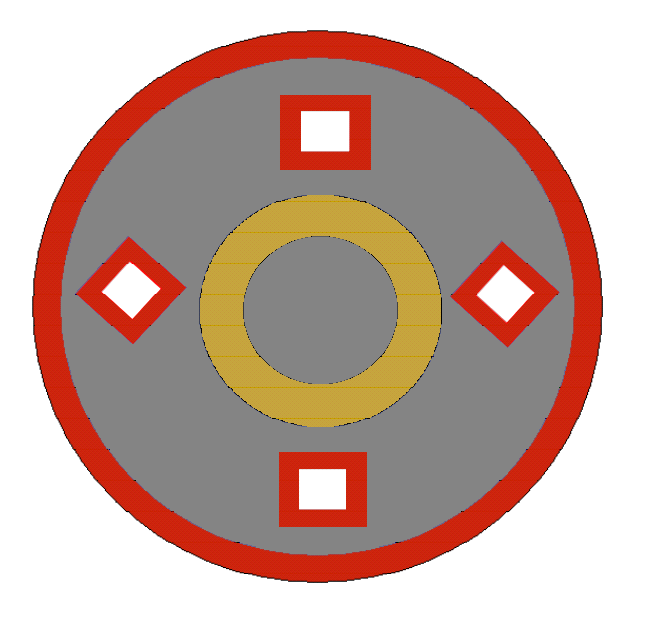
Escudo de los Mauri tonantes iuniores.
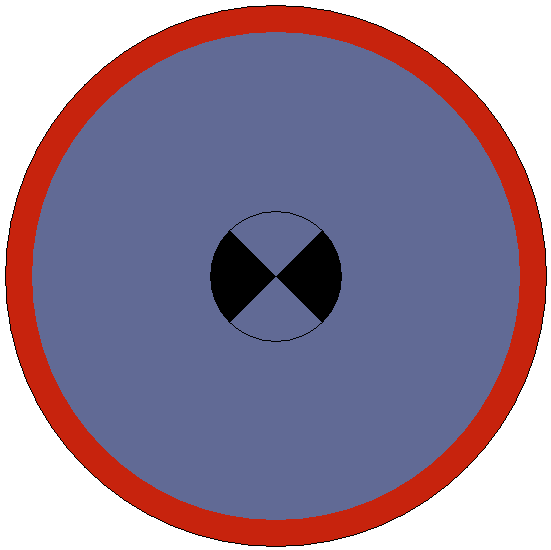
Escudo de los Constantiniani.
Escudo de los Septimani iuniores.
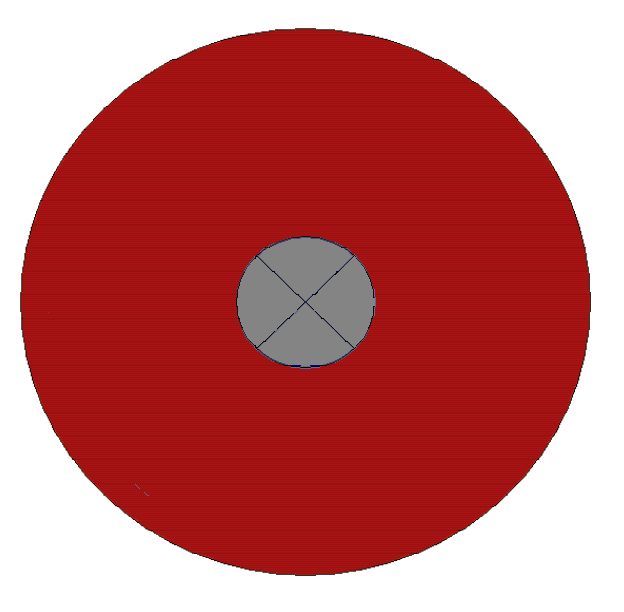
Escudo de los Équites scutarii seniores.

## titulares conocidos
Son pocos los titulares del cargo cuyo nombre nos es conocido. Solo ha quedado registro de dos de ellos:
- Flavio Memorio quien lo tuvo que ejercer en algún momento entre los años 325 y 370.
- Maurocelo quien lo ejerció en el año 422.